# Astrosarkus idipi
Astrosarkus idipi is een zeester uit de familie Oreasteridae.
De wetenschappelijke naam van de soort werd in 2003 gepubliceerd door Christopher Mah.